# Red Sun of Darkover
Red Sun of Darkover este o antologie de povestiri științifico-fantastice (de fantezie științifică) care a fost editată de scriitoarea americană Marion Zimmer Bradley. 
Povestirile fac parte din Seria Darkover care are loc pe planeta fictivă Darkover din sistemul stelar fictiv al unei gigante roșii denumită Cottman. Planeta este dominată de ghețari care acoperă cea mai mare parte a suprafeței sale. Zona locuibilă se află la doar câteva grade nord de ecuator.
Cartea Red Sun of Darkover a fost publicată pentru prima dată de DAW Books (nr. 725) în noiembrie 1987.

## Cuprins
- Introducere, de Marion Zimmer Bradley
- "A Different Kind of Victory", de Diana L. Paxson
- "The Ballad of Hastur and Cassilda", de Marion Zimmer Bradley
- "Flight", de Nina Boal
- "Salt", de Diann Partridge
- "The Wasteland", de Deborah Wheeler
- "A Cell Opens", de Joe Wilcox
- "The Sum of the Parts", de Dorothy J. Heydt
- "Devil’s Advocate", de Patricia Anne Buard
- "Kihar", de Vera Nazarian
- "Playfellow", de Elisabeth Waters
- "Different Path", de P. J. Buchanan
- "The Shadow", de Marion Zimmer Bradley
- "Coils", de Patricia Shaw Mathews
- "The Promise", de Mary Fenoglio
- "The Dare", de Marny Whiteaker